# Sankt Laurentii kyrka, Söderköping
Sankt Laurentii kyrka eller S:t Laurentii kyrka är en kyrkobyggnad i Söderköping. Kyrkan är församlingskyrka i Söderköping S:t Anna församling.

## Historik
Församlingskyrkan i Söderköping tillkom i slutet av 1100-talet. Den brann dock 1494 och byggdes om till en hallkyrka på 1490-talet. Den invigdes på nytt 1497 av biskop Henrik Tidemansson. Den nutida kyrkobyggnaden är präglad av denna ombyggnad, Murar har hittats från den tidigare kyrkan, men även från 1200-talets början. Sannolikt har det funnits en kyrka på samma plats åtminstone sedan omkring 1200. Fragment av medeltida väggmålningar kan hittas inuti kyrkan, men det mesta förstördes i branden 1494. S:t Laurentii församling omtalas första gången år 1253. Kyrkan bör ha byggts om redan under reformationen, men ombyggnader har sedan dess gjorts vid tiden omkring 1580, 1747-1749, 1804, 1808, 1840, 1845, 1885, 1953 och senast 1975.
SVT:s julotta 2018 sändes från kyrkan.

### Historiska händelser i S:t Laurentii kyrka
- 29 juli 1281 kröntes Magnus Ladulås gemål Helvig av Holstein till svensk drottning.
- 2 december 1302 kröntes Birger Magnusson och Märta av Danmark till svensk kung och drottning.

## Inventarier
- Altarskåp av ek, nordtyskt arbete från 1500-talet.
- Dopfunt av kalksten av sen gotländsk paradistyp, cuppa från 1300-talet medan foten endast är några decennier gammal. Till denna finns ett dopfat från 1658.
- Kalkmålning av oidentifierad upphovsman, 1400-talets andra hälft.
- Triumfkrucifix från verkstad i Östergötland, 1400-talets första fjärdedel.
- Träskulptur av ek föreställande Martin, nordtyskt arbete från omkring 1500.
- Krucifix av ek, kors av furu, från verkstad i Östergötland, mitten av 1400-talet.
- Träskulptur av ek föreställande Katarina av Alexandria, nordtyskt arbete från 1400-talets sista fjärdedel.
- Träskulptur av lövträ, Kristoffer, oidentifierad upphovsman omkring 1500.
- Träskulptur av ek, helgon ur altarskåp, nordtyskt arbete från mitten av 1400-talet.
- Träskulptur av lövträ, evangelistsymbol, från verkstad i Östergötland under 1400-talet.
- Predikstolen tillkom 1669, dock målades den först 1723.
- Glasmålning i fönster: Tidegärden med motiv från bibliska lovsånger. Utfört 1988 av Bengt Olof Kälde. Fönstret är enligt inskription uppsatt "Till minne av Arthur Adell, kyrkoherde i S:t Laurentii församling åren 1938-1959. Den svenska tidegärdens förnyare."

Under åren 1802-1886 hängde Pehr Hörbergs altartavla längst fram, men hittas numera vid den sidovägg i kyrkans kor. Ett antal epitafier från 1500- och 1600-talet pryder väggarna. Ljuskronorna är också från samma tid.
Det äldsta inventariet är ett processionskrucifix från 1200-talet.

## Bilder

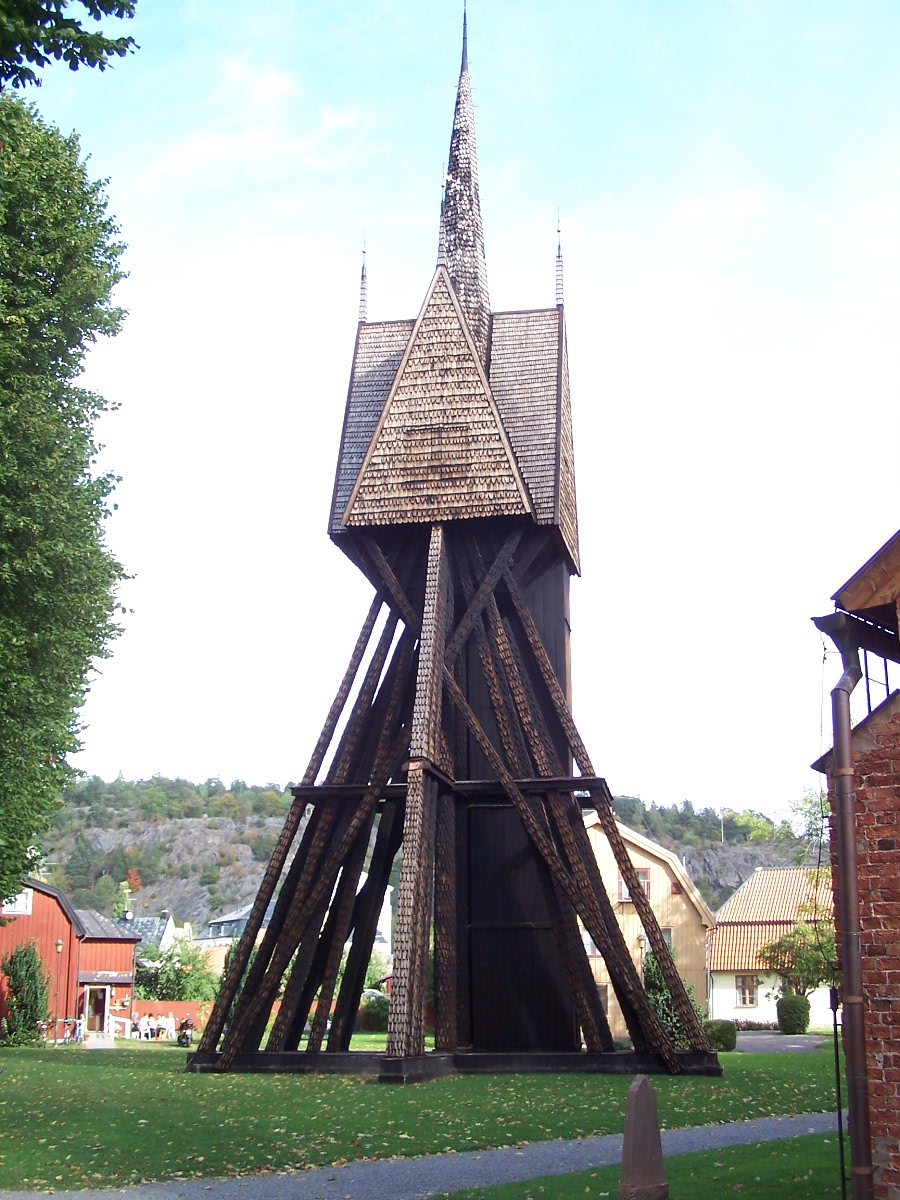
Klockstapeln.
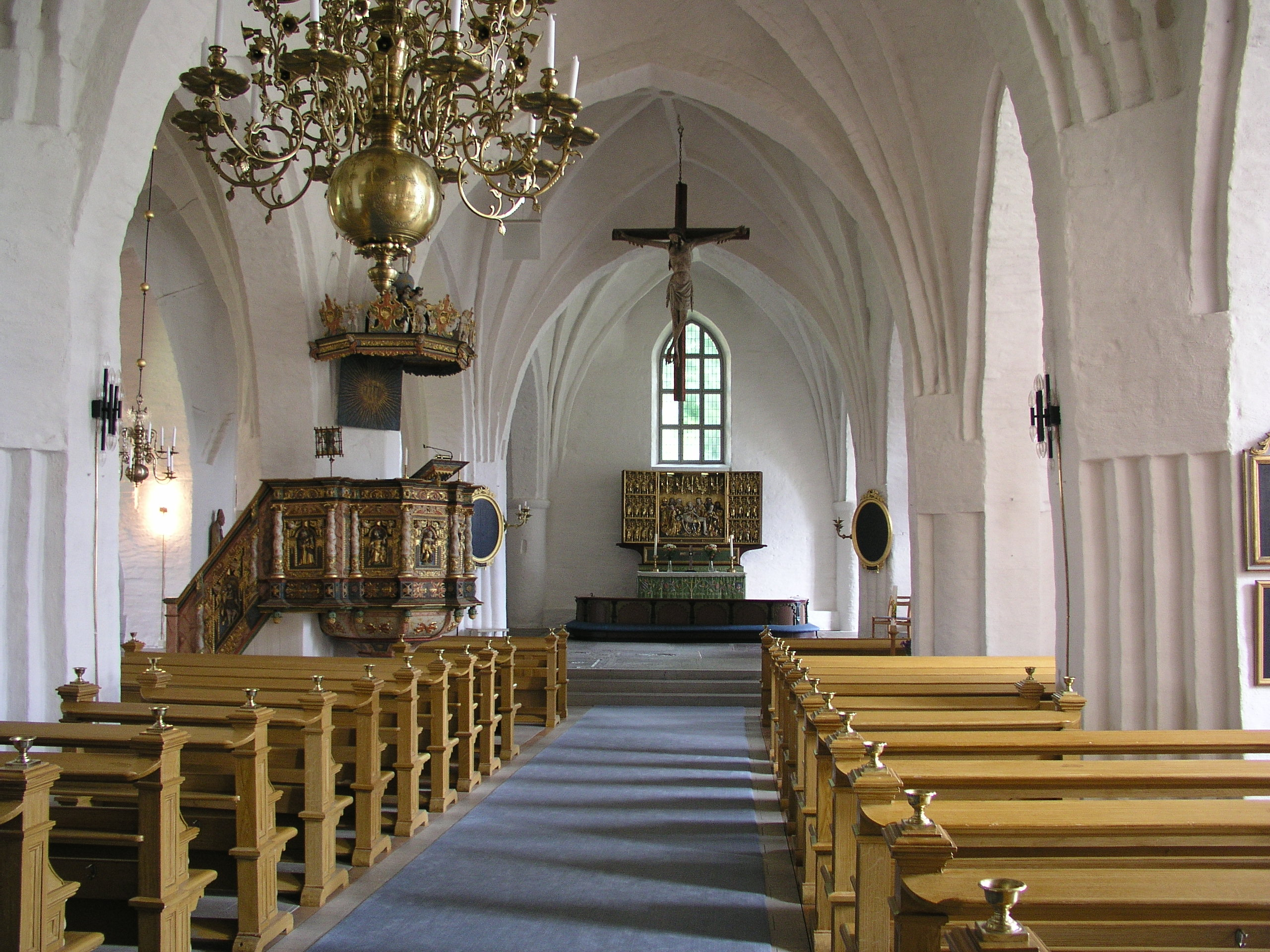
Kyrkans interiör mot öster.
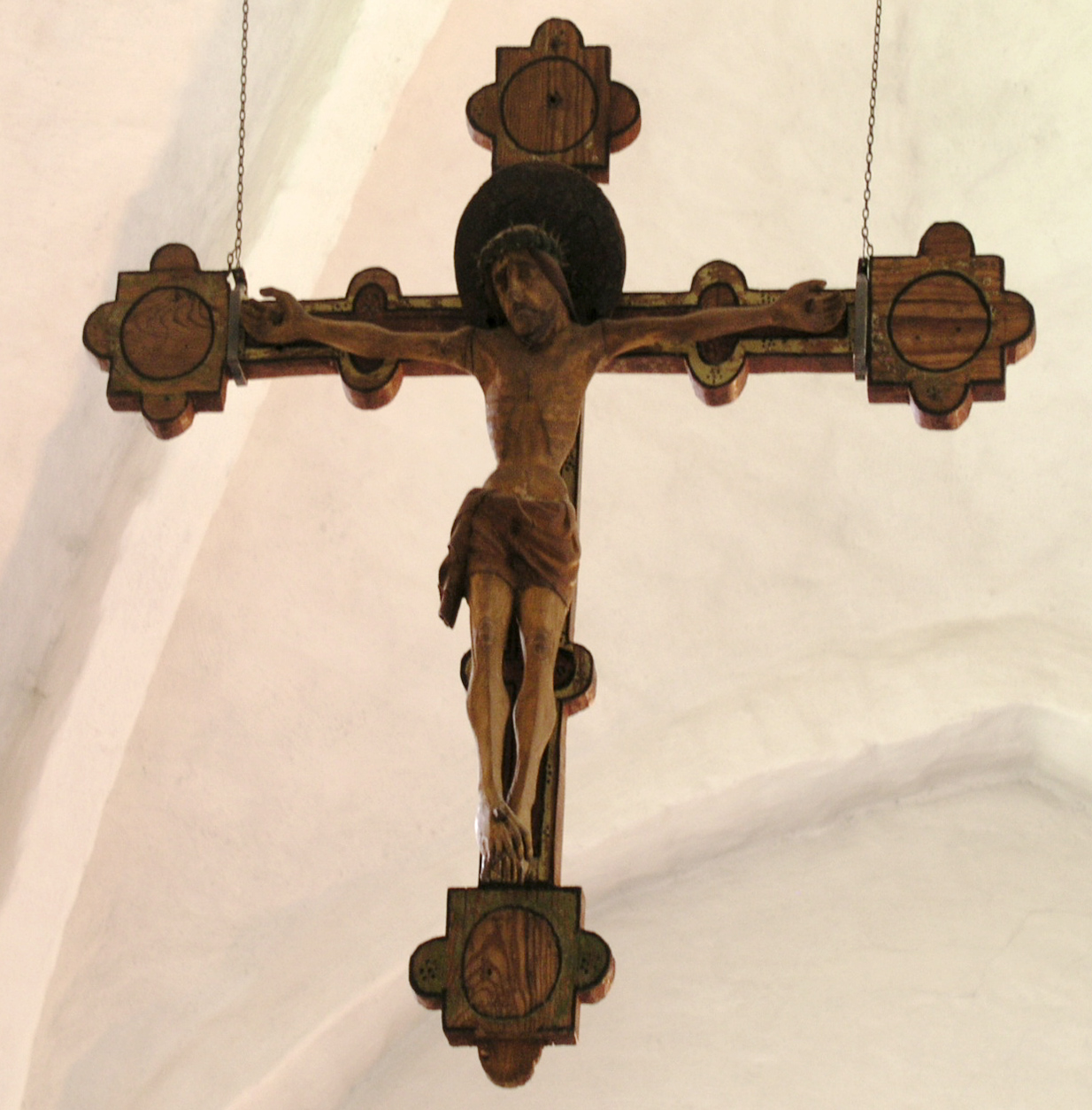
Processionskrucifix.
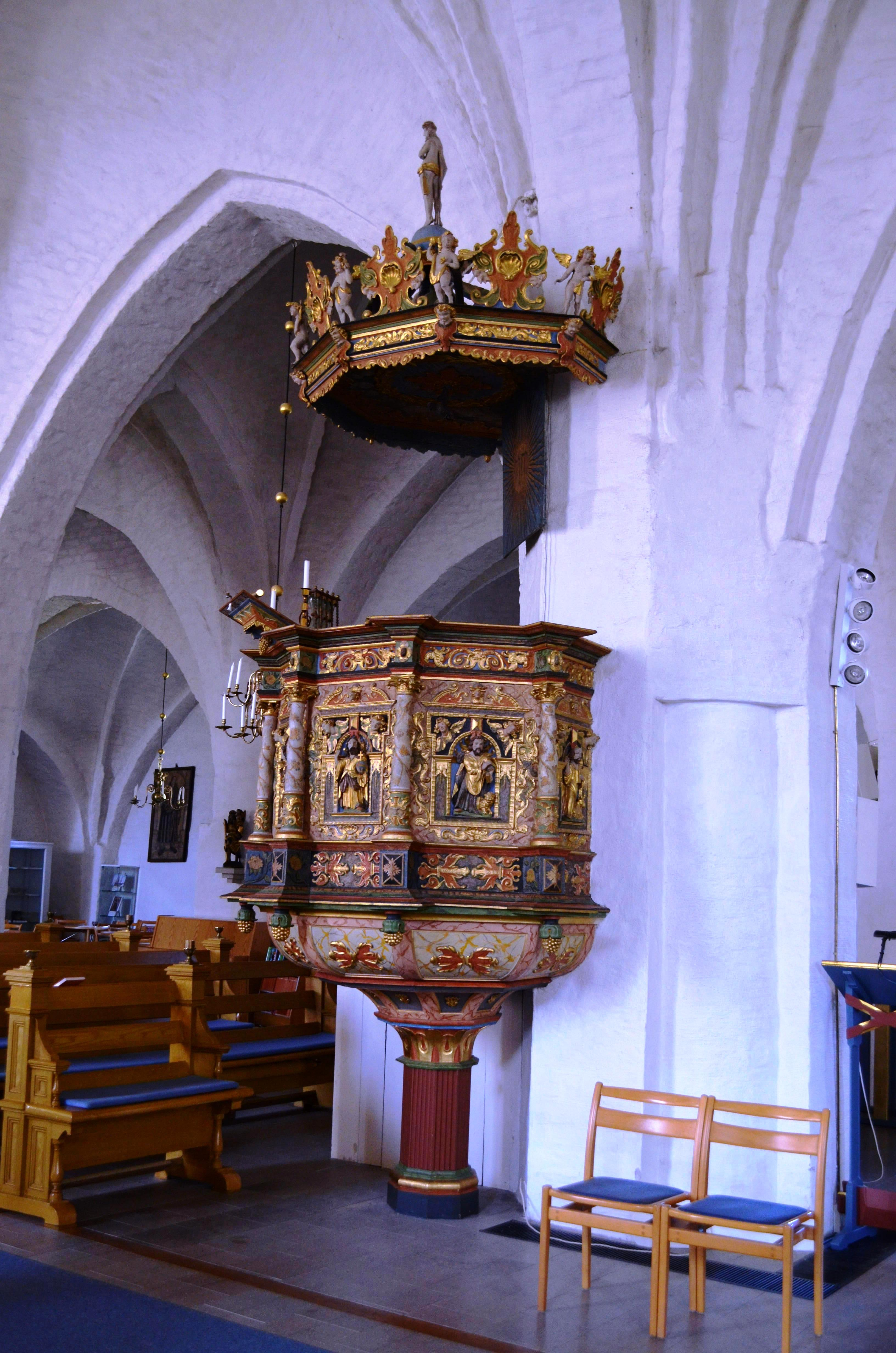
Predikstolen.
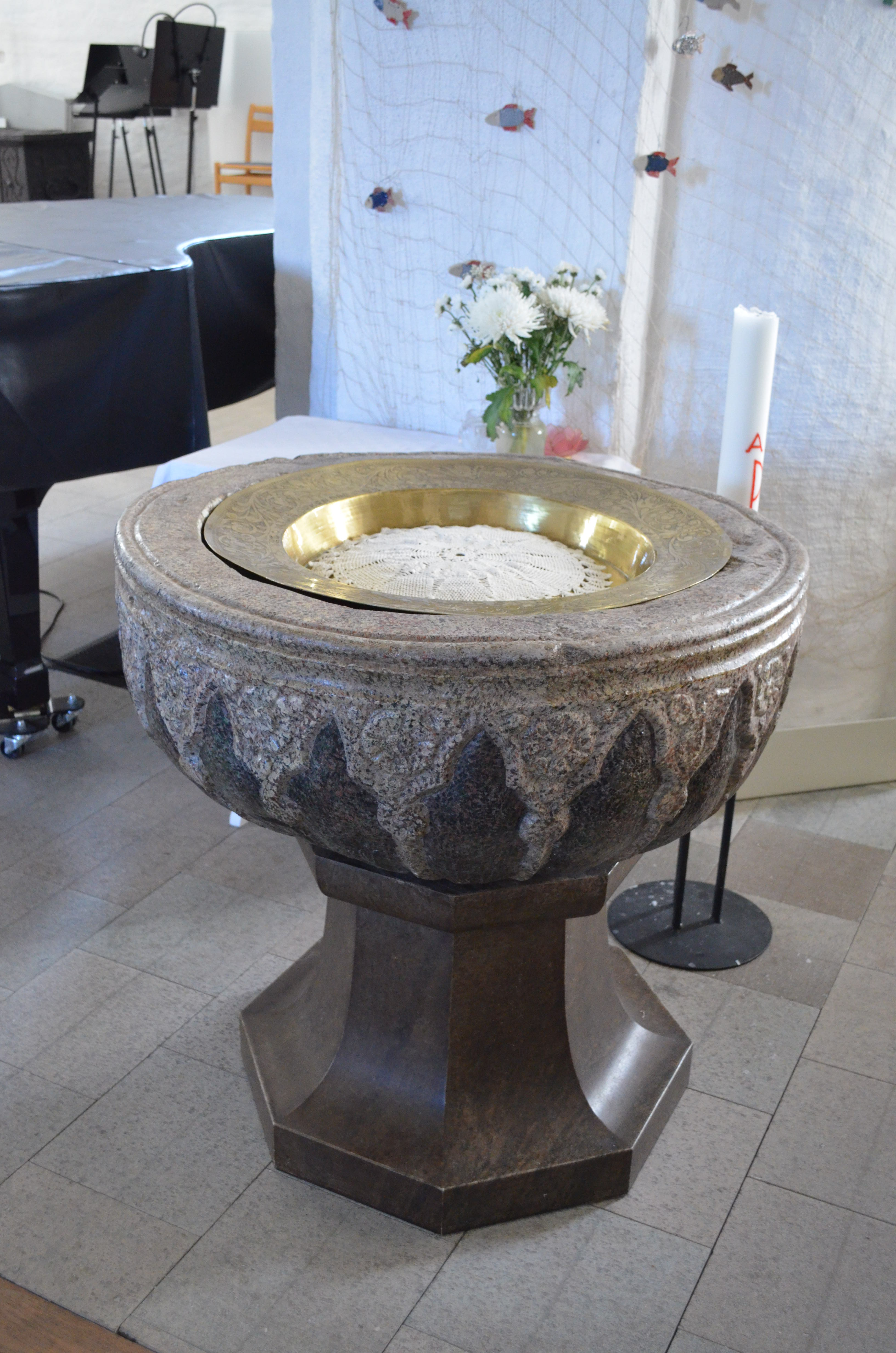
Dopfunten.
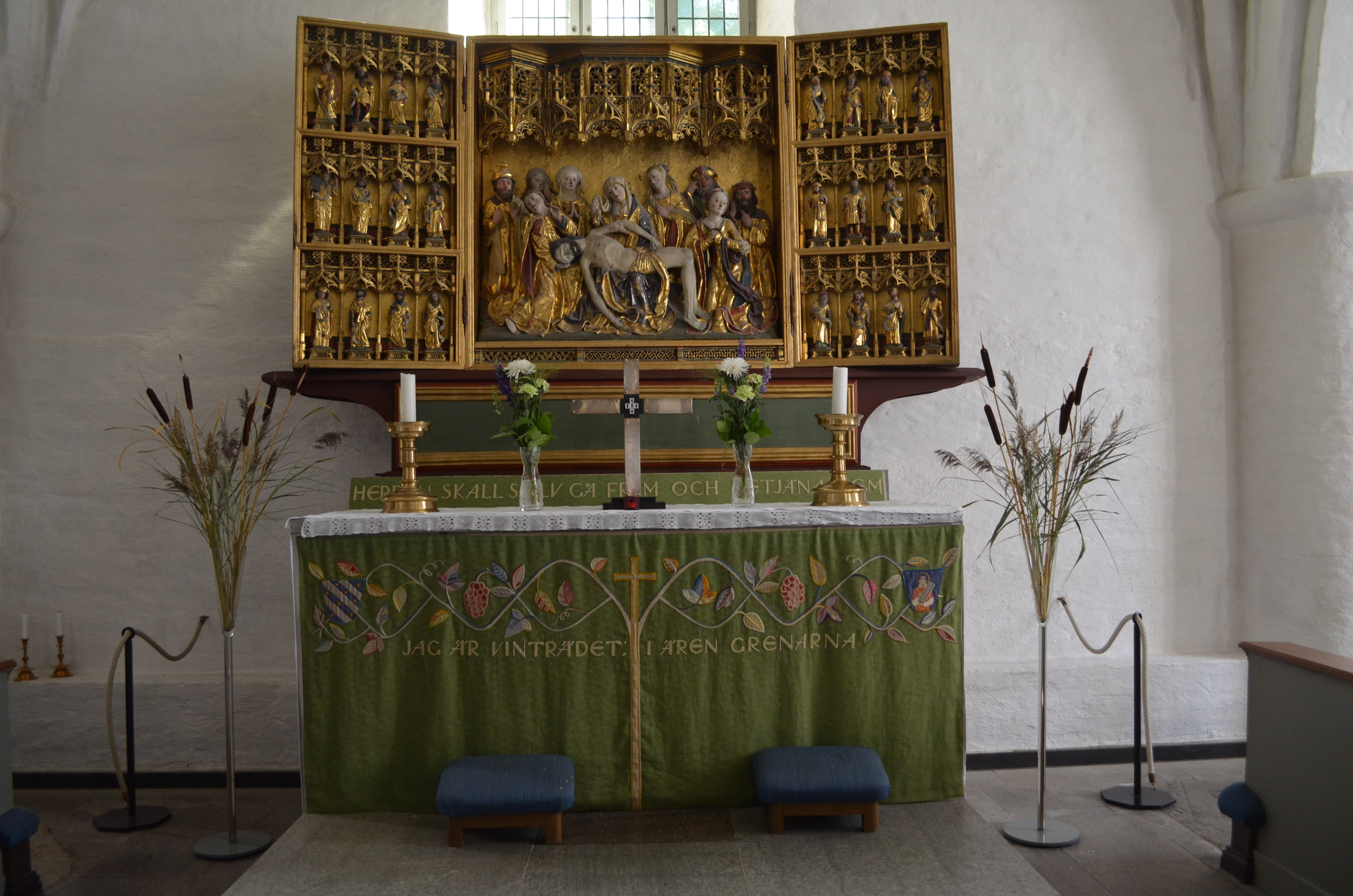
Altaret.
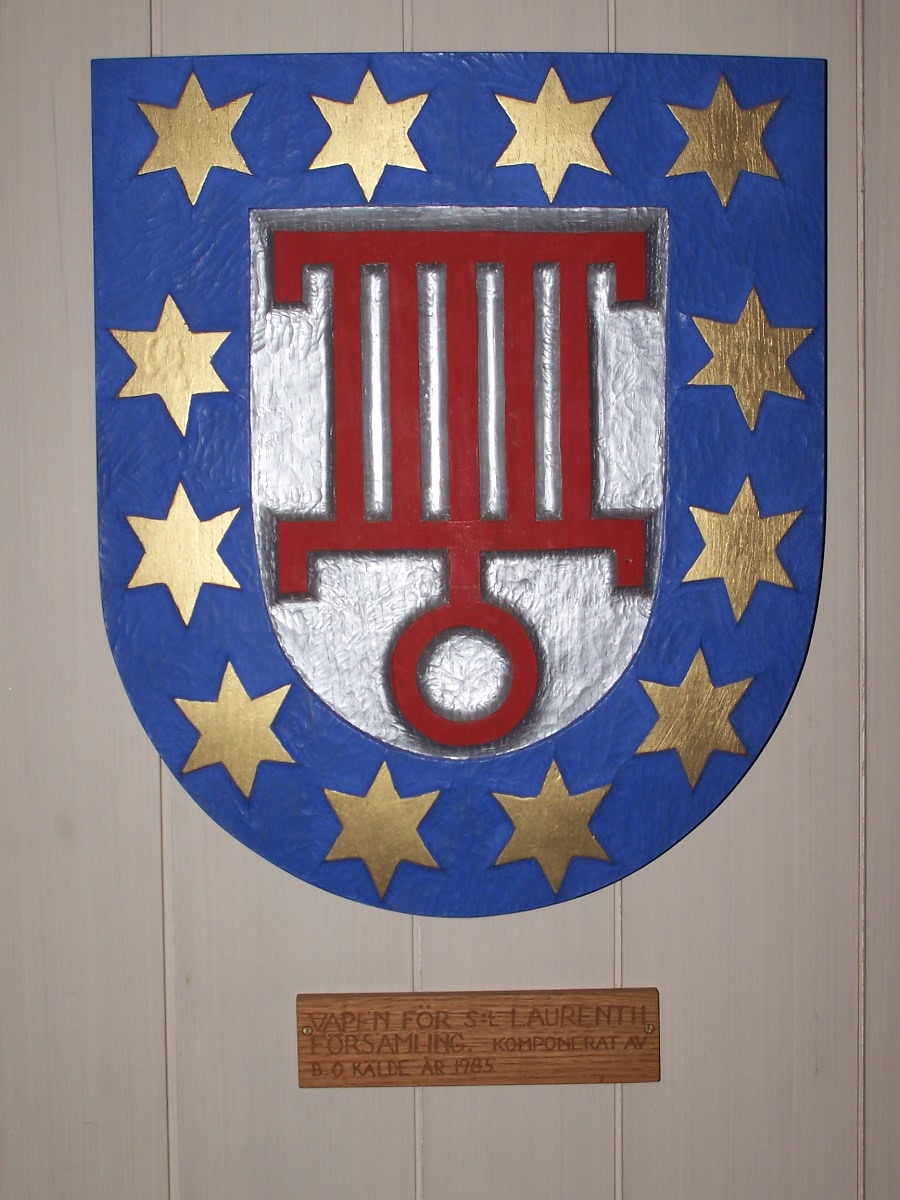
Vapen.
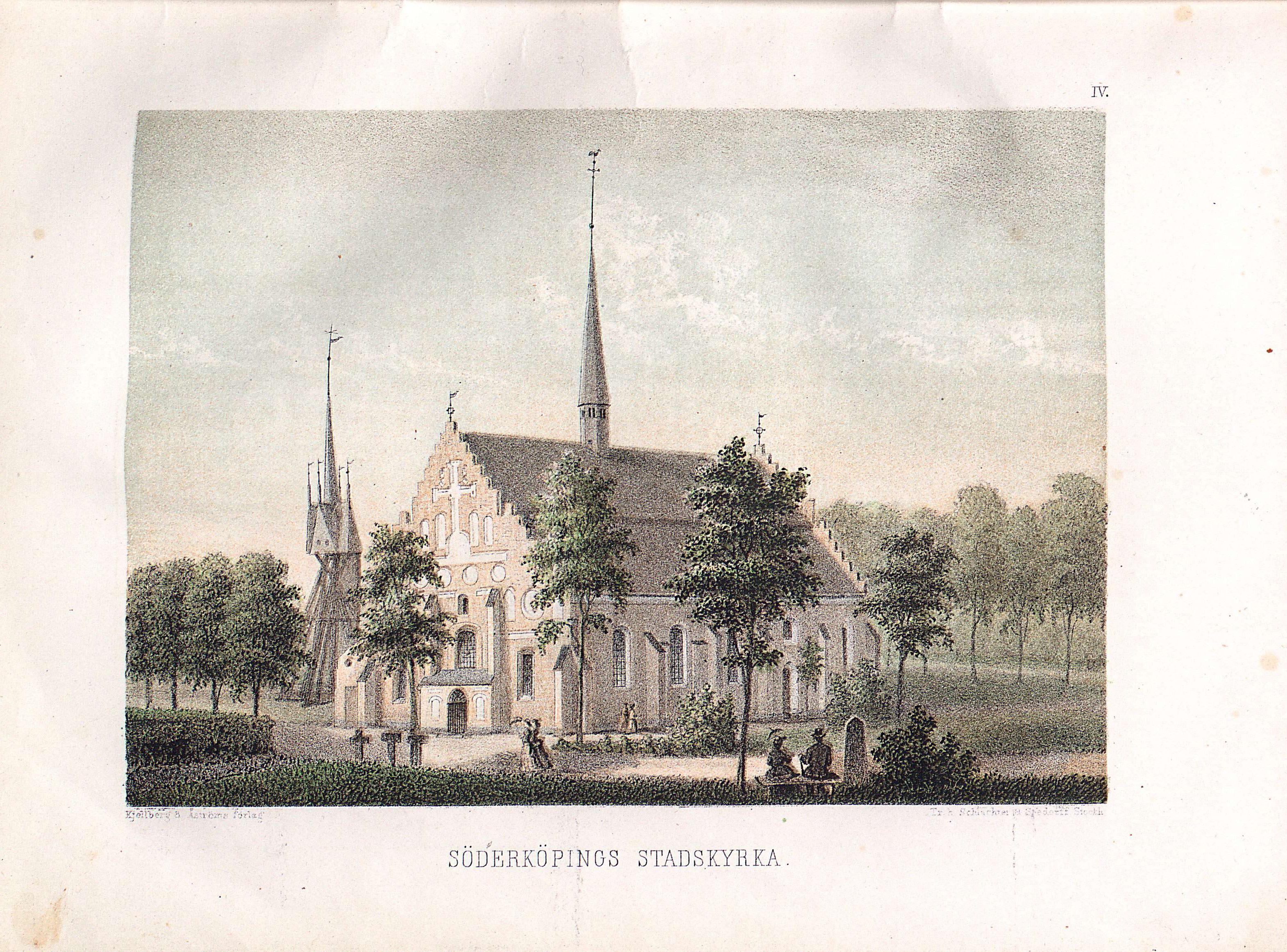
Kyrkan på en färglitografi från 1874.

## Orglar
I kyrkan finns tre orglar: en uppe på orgelläktaren en stor orgel vid koret och en liten på kyrkans norra arm.

### Läktarorgeln

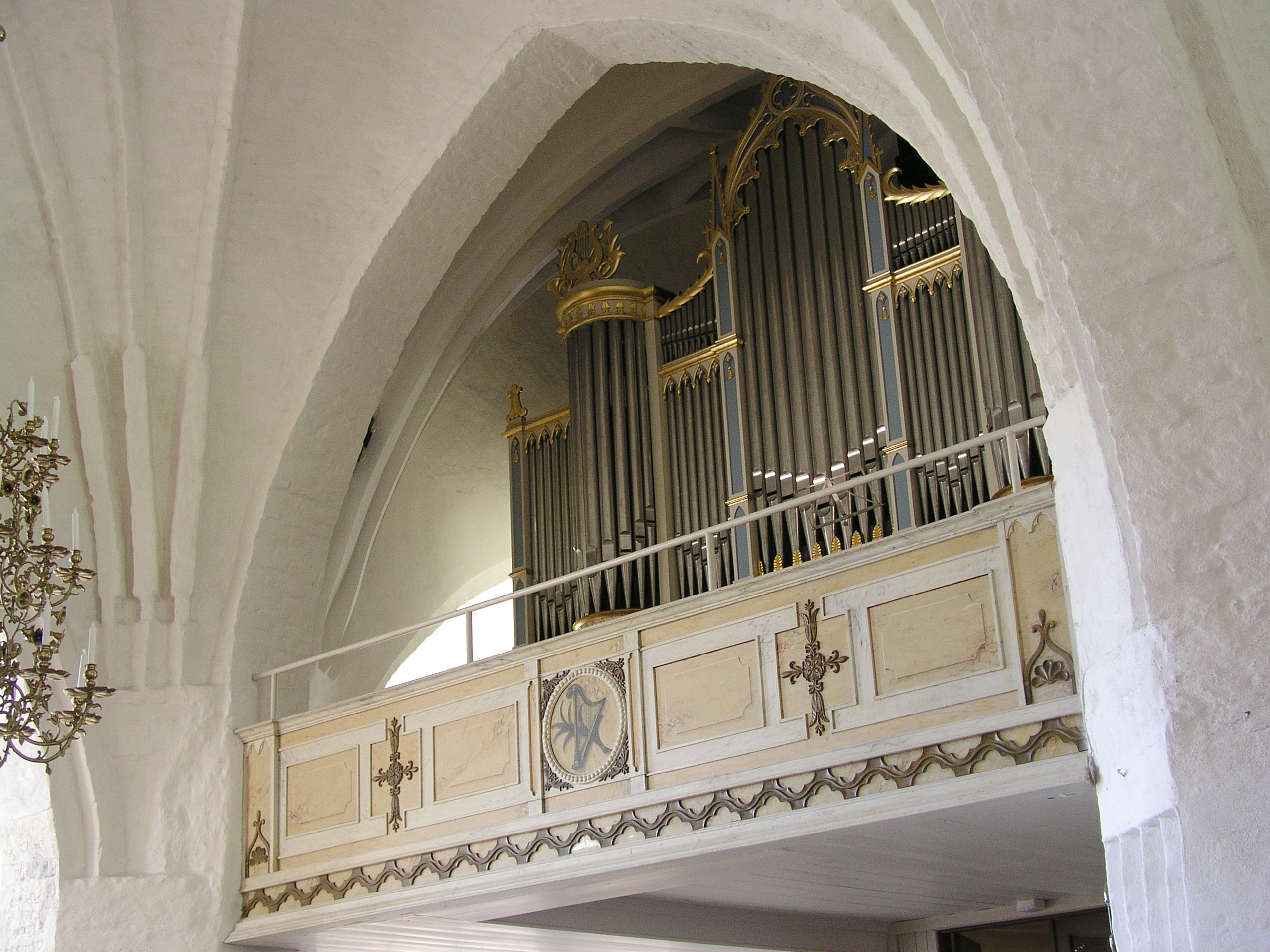
Läktarorgeln.

- 1588 sätts en orgel upp som troligen kom från en kloster i Polen. Den skänktes av riksrådet Karl Holgersson Gera eller Jöran Holgersson Gera.[källa behövs] Omkring 1700 byggs ett pedalverk med kort oktav av Johan Agerwall, Söderköping. Alla stämmor i pedalen är av tenn. 1767 renoveras orgeln av Swahlberg. Orgeln har fyra bälgar.[2]

| Manual fga-a²         | Ryggpositiv fga-a² | Pedal                |
| Principal 8'          | Gedackt 8'         | Principalgedackt 16' |
| Oktava 4'             | Fleut 4'           | Oktava 4             |
| Gedackt 4'            | Kvinta 3'          | Kvinta 3'            |
| Kvintafleut 4'        | Fleut 2'           | Oktava 1'            |
| Superoktava 2'        | Octava 1'          | Trumpet 4'           |
| Oktava 1'             | Scharf II          |                      |
| Cymbel Scharf Diskant |                    |                      |
| Regal 8'              |                    |                      |

- Stora orgeln på läktaren har 23 orgelstämmor fördelade på två manualer och pedal. Den har slejflådor med mekanisk traktur och registratur. Vita undertangenter i manualerna (ursprungligt). Orgelfasaden byggdes 1844 av Carl Gustaf Blom Carlsson, Överintendentämbetet. Alla fasadpipor stumma. Orgeln i övrigt kom till 1845 och uppfördes av Sven & Erik Nordström, Norra Solberga. Sommaren år 1887 renoveras orgeln av Erik Nordström.[3] År 1906 omändras orgeln av Åkerman & Lund. År 1991 renoveras orgeln av konstnären och orgelbyggaren Sune Fondell i Ålem.

Disposition:
| Manual I C-f³          | Manual II C-f³                 | Pedal C-c¹         |
| Borduna 16', B/D       | Corni di Basetti 8'            | Subbas 16'         |
| Principal 8'           | Gedackt 8'                     | Principal 8'       |
| Dubbel-Fleut 8'        | Fugara 8' (1991)               | Octava 4'          |
| Fleut d'amour 8'       | Principal 4'                   | Basun 16'          |
| Octava 4'              | Wallfleut 4'                   |                    |
| Fleut 4'               | Octava 2'                      |                    |
| Quinta 3' (eg. 2 2/3') | Trompet 8', B (delvis 1991)    |                    |
| Octava 2'              | Wox humana 8', D (delvis 1991) | Koppel             |
| Trompet 16'            |                                | Manual II/manual I |
| Trumpet 8', B/D        |                                | Manual I/pedal     |

### Kororgeln

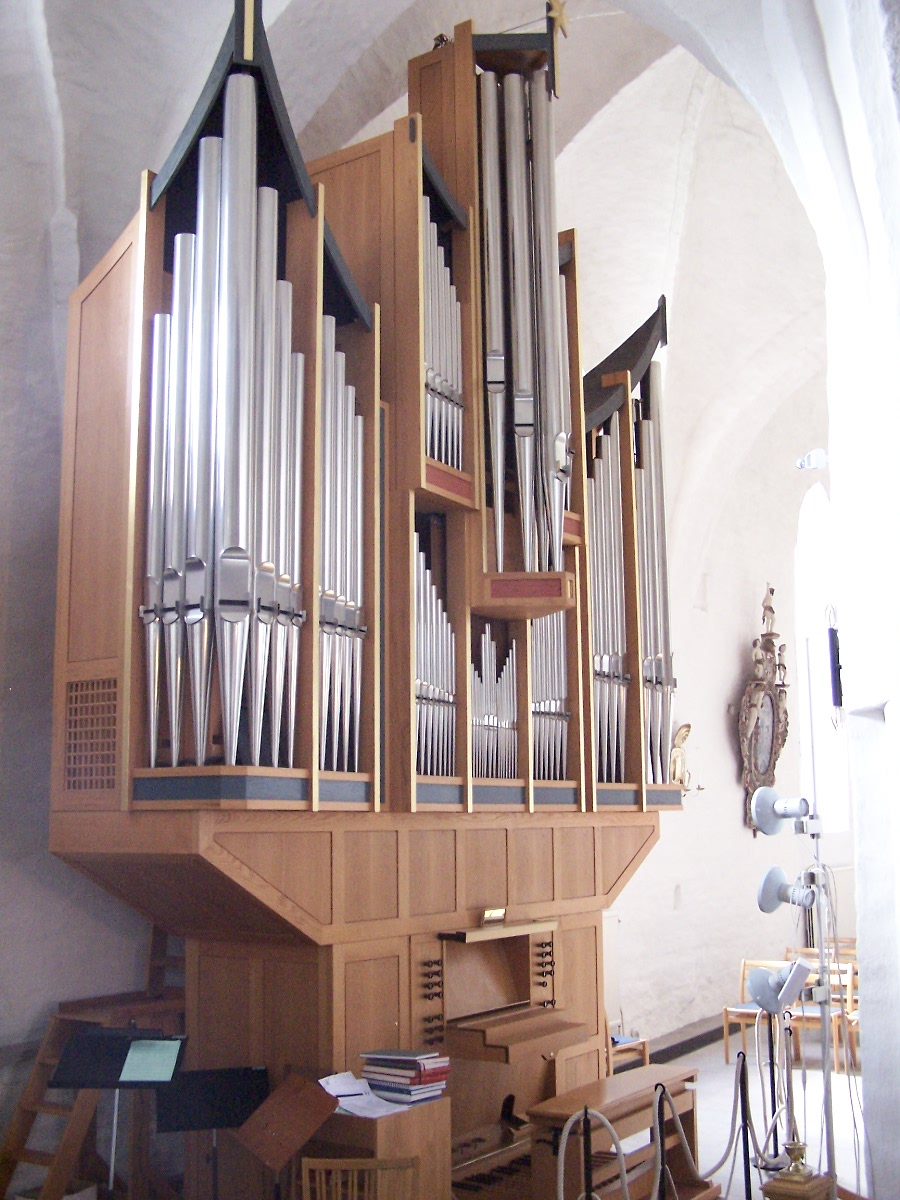
Kororgeln.

Den stora orgeln intill koret byggdes 1980 av Anders Persson, Viken, och har lika många orgelstämmor och manualer som orgeln längst bak på läktaren. Orgelfasaden ritades av Torsten Leon-Nilson. mekanisk traktur och registratur.
Disposition:
| Huvudverk     | Öververk        | Pedalverk  |
| Principal 8'  | Trägedakt 8'    | Subbas 16' |
| Rörflöjt 8'   | Kvintadena 8'   | Oktava 8'  |
| Oktava 4'     | Principal 4'    | Gedakt 8'  |
| Spetsflöjt 4' | Rörflöjt 4'     | Oktava 4'  |
| Kvinta 2 2/3' | Gemshorn 2'     | Fagott 16' |
| Oktava 2'     | Sesquialtera II | Trumpet 4' |
| Mixtur IV     | Cymbel III      |            |
| Trompet 8'    | Rankett 16'     | Koppel     |
|               | Krumhorn 8'     | I/P        |
|               | Tremolo         | II/P       |
|               | Cymbelstjärna   | II/I       |

### Orgelpositivet

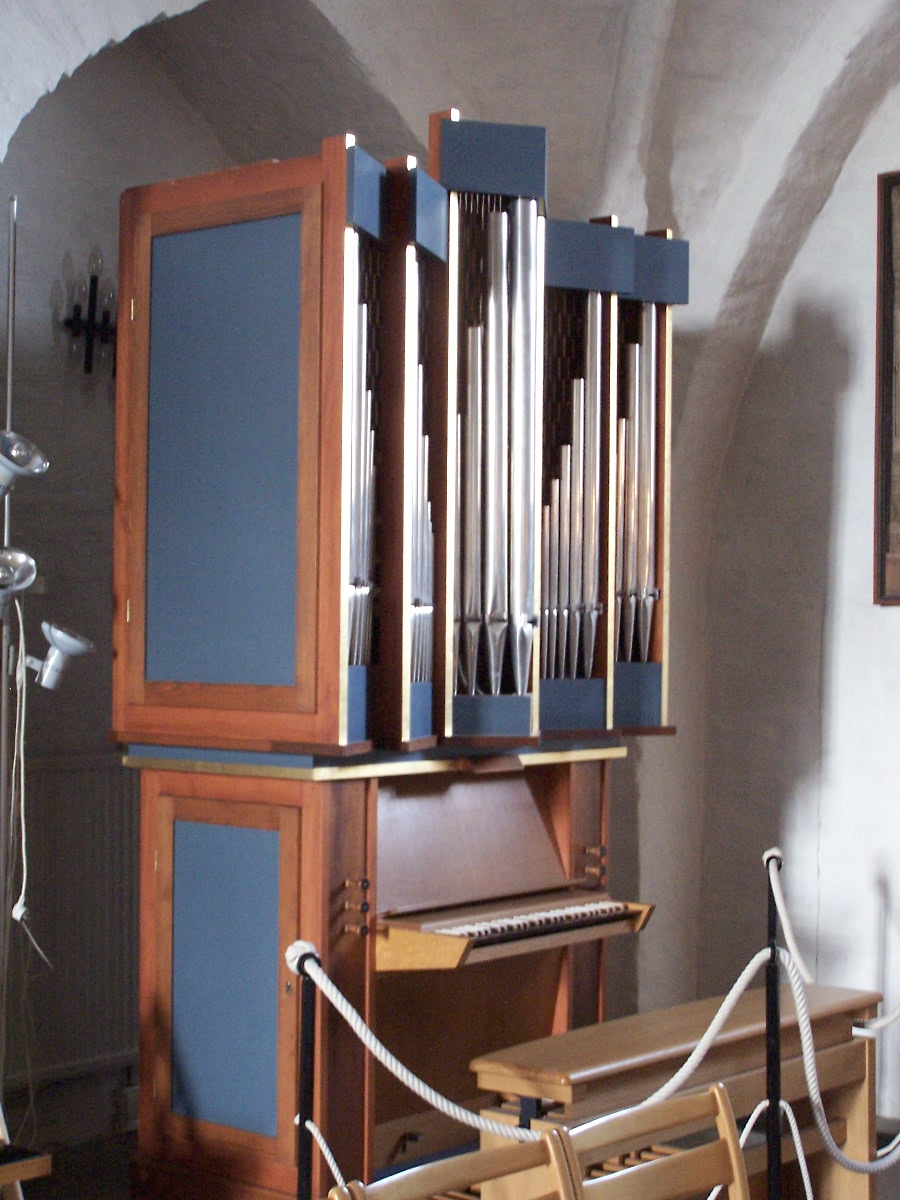
Orgelpositivet.

Positivet i kapellet i norra skeppet uppfördes också det av Anders Persson men 1976, fyra år tidigare än den stora orgeln intill koret. Det har 6 orgelstämmor och är helmekaniskt. Fasaden ritades av Torsten Leon-Nilson.
Disposition:

### Diskografi
Inspelningar av musik framförd på kyrkans orglar.
- Orgel bronslur och trombon / Torgé, Christer, basun & bronslur ; Nilsson, Torsten, orgel. LP. Proprius : PROP 9924. 1985.